# تشو يو
تشو يو (بالصينية: 周雨) هو لاعب تنس الطاولة صيني، ولد في 19 مايو 1992 في الصين.

## وصلات خارجية
- تشو يو على موقع منظمة تنس الطاولة العالمي (الإنجليزية)
- تشو يو على موقع اللجنة الأولمبية الصينية (الإنجليزية)